# Moviment d'Esquerres de Catalunya
Moviment d'Esquerres de Catalunya (MEScat; en español: Movimiento de Izquierdas de Cataluña) es un partido político español de ideología socialdemócrata e independentista catalana fundado en noviembre de 2014 tras la fusión de Nova Esquerra Catalana y Moviment Catalunya, escisiones ambas del Partido de los Socialistas de Cataluña (PSC).

## Historia
NECat y MEScat celebraron en enero de 2015 la asamblea constituyente del nuevo partido en la que nombraron un Consejo integrado paritariamente por veintitrés miembros de cada uno de los partidos fundadores. La misma asamblea decidió que el nuevo partido participase en las elecciones municipales presentando candidaturas en tres circunscripciones, apoyando candidaturas conjuntas con Esquerra Republicana de Catalunya (ERC) en otros cuarenta y cinco ayuntamientos y otras tres con Iniciativa por Cataluña Verdes.
En las elecciones al Parlamento de Cataluña de 2015 se presentó dentro de la coalición independentista Junts pel Sí.
En las elecciones a la cámara catalana de 2017 MEScat se presentó integrado en las listas de ERC-CatSí.
En las elecciones al Parlamento de Cataluña de 2021 MEScat abandonó su alianza con ERC, pasando a apoyar a la candidatura del partido Junts per Catalunya mediante la integración de miembros en sus listas, pero sin formar una coalición formal.
Para las elecciones generales de España de 2023, Moviment d'Esquerres concurrió como parte de la coalición JxCat-Junts. En las elecciones al Parlamento de Cataluña de 2024, Moviment d'Esquerres otorgó apoyo externo a la coalición Junts+Carles Puigdemont per Catalunya, aunque sin integrarse formalmente en ella. Finalmente, de cara a las elecciones al Parlamento Europeo de 2024, MEScat concurrió dentro de la coalición electoral Junts i Lliures per Europa.
Una vez finalizado el ciclo electoral de los años 2023 y 2024, MEScat optó finalmente en abril de 2025 por firmar un convenio de colaboración con el partido Junts per Catalunya, permitiendo la doble militancia entre ambas formaciones e integrando a miembros de cada uno de los partidos en las directivas del otro. Además, en virtud de dicho acuerdo, el eurodiputado electo Toni Comín y el diputado en el Parlamento de Cataluña Agustí Colomines pasaron a integrarse en este partido político.
El 21 de julio de 2025, este partido anunció que iniciaba un proceso para fusionarse con la asociación independentista Acció per la República.